# Rictichneumon belfragei
Rictichneumon belfragei är en stekelart som först beskrevs av Cresson 1872.  Rictichneumon belfragei ingår i släktet Rictichneumon och familjen brokparasitsteklar. Inga underarter finns listade i Catalogue of Life.